# وزارت امور خارجه (افغانستان)
وزارت امور خارجهٔ افغانستان وزارت‌خانهٔ کشور افغانستان است که مسئولیت اجرای دیپلماسی و همچنین ادارهٔ روابط افغانستان با دیگر کشورهای جهان و سازمان‌های بین‌المللی را بر عهده دارد.

## فهرست وزیران امور خارجهٔ افغانستان
| نام                                               | تصویر                                   | زندگی                                   | شروع پایان                              | رییس                                    |
| امارت افغانستان (بارکزی) (۱۹۰۱ تا ۱۹۲۷)           | امارت افغانستان (بارکزی) (۱۹۰۱ تا ۱۹۲۷) | امارت افغانستان (بارکزی) (۱۹۰۱ تا ۱۹۲۷) | امارت افغانستان (بارکزی) (۱۹۰۱ تا ۱۹۲۷) | امارت افغانستان (بارکزی) (۱۹۰۱ تا ۱۹۲۷) |
| ------------------------------------------------- | --------------------------------------- | --------------------------------------- | --------------------------------------- | --------------------------------------- |
| غلام محمود میر‌منشی                                |                                         |                                         | ۱۹۰۷ تا ۱۹۱۷                            | حبیب‌الله خان                            |
| محمدعزیز                                          |                                         |                                         | ۱۹۱۷ تا ۱۹۱۹                            | حبیب‌الله خان                            |
| محمود طرزی                                        |                                         | ۱۸۶۵ ۱۹۳۳                               | ۱۹۱۹ تا ۱۹۲۲                            | امان‌الله‌خان                             |
| محمدولی دروازی                                    |                                         |                                         | ۱۹۲۲ تا ۱۹۲۴                            | امان‌الله‌خان                             |
| شیر احمد                                          |                                         |                                         | ۱۹۲۴ تا ۱۹۲۴ (سرپرست)                   | امان‌الله خان                            |
| محمود طرزی                                        |                                         |                                         | ۱۹۲۴ تا ۱۹۲۷                            | امان‌الله‌خان                             |
| غلام صدیق چرخی                                    |                                         |                                         | ۱۹۲۷ (سرپرست)                           | امان‌الله خان                            |
| پادشاهی افغانستان (بارکزی) (۱۹۲۷ تا ۱۹۲۹)         |                                         |                                         |                                         |                                         |
| محمدولی دروازی                                    |                                         |                                         | ۱۹۲۷ تا ۱۹۲۸ (سرپرست)                   | شاه امان‌الله                            |
| غلام صدیق چرخی                                    |                                         |                                         | ۱۹۲۸ تا ۱۹۲۹                            | شاه امان‌الله                            |
| امارت افغانستان (۱۹۲۹)                            |                                         |                                         |                                         |                                         |
| عطاء الحق                                         |                                         |                                         | ۱۹۲۹                                    | حبیب‌الله کلکانی                         |
| پادشاهی افغانستان (بارکزی)(آل‌یحیی) (۱۹۲۹ تا ۱۹۷۳) |                                         |                                         |                                         |                                         |
| محمدولی دروازی                                    |                                         |                                         | ۱۹۲۹ (سرپرست)                           | شاه محمدنادر                            |
| علی‌محمد                                           |                                         |                                         | ۱۹۲۹ (سرپرست)                           | محمدنادر                                |
| فیض‌محمد زکریا                                     |                                         |                                         | ۱۹۲۹ تا ۱۹۳۸                            | محمدنادر محمدهاشم                       |
| علی محمد                                          |                                         |                                         | ۱۹۳۸ تا ۱۹۵۳                            | محمدهاشم محمود                          |
| سلطان‌احمد شیرزی                                   |                                         |                                         | ۱۹۵۳ (سرپرست)                           | محمود                                   |
| محمد نعیم                                         |                                         |                                         | ۱۹۵۳ تا ۱۹۶۳                            | محمدظاهرشاه                             |
| محمد یوسف                                         |                                         | ۱۹۱۷ ۱۹۹۸                               | ۱۹۶۳ ۱۹۶۵                               | محمدظاهرشاه                             |
| محمدنور اعتمادی                                   |                                         |                                         | ۱۹۶۵ تا ۱۹۷۱                            | محمدظاهر                                |
| محمدموسی شفیق                                     |                                         | ۱۹۳۲ ۱۹۷۹                               | ۱۹۷۱ ۱۹۷۳                               | محمدظاهرشاه                             |
| دوره ریاستی (جمهوری خودخوانده) (۱۹۷۳ تا ۱۹۷۸)     |                                         |                                         |                                         |                                         |
| محمد داوودخان                                     |                                         | ۱۹۰۹ ۱۹۷۸                               | ۱۹۷۲ ۱۹۷۷                               | محمدداودخان                             |
| وحید عبدالله                                      |                                         |                                         | ۱۹۷۷ تا ۱۹۷۸                            | محمدداود                                |
| جمهوری دموکراتیک افغانستان (۱۹۷۸–۱۹۸۷)            |                                         |                                         |                                         |                                         |
| حفیظ‌الله امین                                     |                                         | ۱۹۲۹ ۱۹۷۹                               | ۱۹۷۸ ۱۹۷۹                               | نورمحمد تره کی                          |
| دولت اسلامی افغانستان (۱۹۹۲–۲۰۰۱)                 |                                         |                                         |                                         |                                         |
| هدایت امین ارسلا                                  |                                         | ۱۹۴۲                                    | ۱۹۹۲ ۱۹۹۴                               | محمد نجیب الله                          |
| نجیب الله لفرایی                                  |                                         |                                         | ۱۹۹۴ ۱۹۹۶                               | محمد نجیب الله                          |
| عبدالرحیم غفورزی                                  |                                         | ۱۹۴۸ ۱۹۹۷                               | ۱۹۹۶ ۱۹۹۷                               | محمد نجیب الله                          |
| جمهوری اسلامی افغانستان (۲۰۰۲-۲۰۲۱)               |                                         |                                         |                                         |                                         |
| عبدالله عبدالله                                   |                                         | ۱۹۶۰                                    | ۲۰۰۱ ۲۰۰۵                               | حامد کرزی                               |
| رنگین دادفر سپنتا                                 |                                         | ۱۹۵۳                                    | ۲۰۰۵ ۲۰۱۰                               | حامد کرزی                               |
| زلمی رسول                                         |                                         | ۱۹۴۳                                    | ۲۰۱۰ ۲۰۱۳                               | حامد کرزی                               |
| ضرار احمد مقبل                                    |                                         | ۱۹۶۳                                    | ۲۰۱۳ ۲۰۱۴                               | حامد کرزی                               |
| صلاح الدین ربانی                                  |                                         | ۱۹۷۱                                    | ۲۰۱۴ ۲۰۱۹                               | اشرف غنی                                |
| ادریس زمان                                        |                                         |                                         | ۲۰۱۹ ۲۰۱۹                               | اشرف غنی                                |
| هارون چخانسوری                                    |                                         |                                         | ۲۰۱۹ ۲۰۲۰                               | اشرف غنی                                |
| محمد حنیف اتمر                                    |                                         | ۱۹۶۸                                    | ۲۰۲۰ تا ۲۰۲۱                            | اشرف غنی                                |
| امارت اسلامی افغانستان (۲۰۲۱-اکنون)               |                                         |                                         |                                         |                                         |
| امیر خان متقی                                     |                                         | ۱۹۷۱                                    | ۲۰۲۱ تا اکنون                           | هبت‌الله آخندزاده                        |

## پی‌نوشت‌ها
1. ↑  «نسخه آرشیو شده». بایگانی‌شده از اصلی در ۱ فوریه ۲۰۱۴. دریافت‌شده در ۱۹ ژانویه ۲۰۱۴.
2. ↑  «هارون چخانسوری سرپرست وزارت امور خارجهٔ افغانستان شد». BBC News فارسی. ۲۰۲۰-۰۱-۲۱. دریافت‌شده در ۲۰۲۰-۰۱-۳۱.